# The Gamma People
The Gamma People este un film SF britanic din 1956 regizat de John Gilling. În rolurile principale joacă actorii Paul Douglas, Eva Bartok și Leslie Phillips.

## Prezentare
Un reporter american simte că a găsit o știre senzațională atunci când este blocat într-o țară din spatele Cortinei de Fier în care dictatorul local folosește raze gamma pentru a transforma copiii în acoliții săi mutanți.

## Actori
| - Paul Douglas este Mike Wilson - Eva Bartok este Paula Wendt - Leslie Phillips este Howard Meade - Walter Rilla este Boronski - Philip Leaver este Koerner - Martin Miller este Lochner - Michael Caridia este Hugo Wendt | - Pauline Drewett este Hedda Lochner - Jocelyn Lane este Anna - Olaf Pooley este Bikstein - Rosalie Crutchley este Frau Bikstein - Leonard Sachs este Telegraph Clerk - Paul Hardtmuth este Hans - Cyril Chamberlain este Graf |